# U-Bahnhof Konstanzer Straße

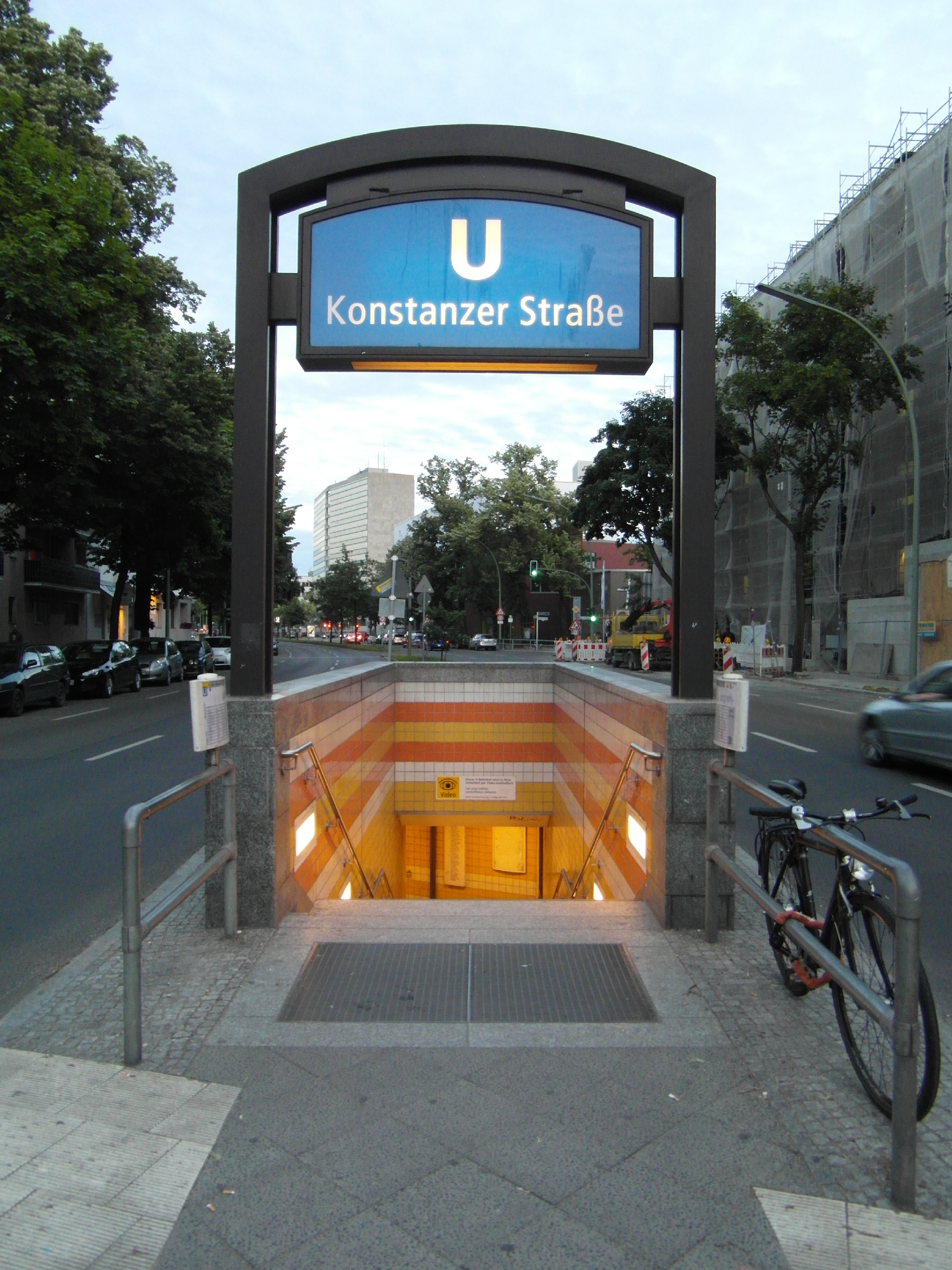
Bahnhofseingang in der Konstanzer Straße

Der U-Bahnhof Konstanzer Straße ist eine Station der Berliner U-Bahn-Linie U7. Sie befindet sich unter der Konstanzer Straße im Berliner Ortsteil Wilmersdorf, wurde am 28. April 1978 eröffnet und ist Teil der ersten nordwestlichen Verlängerung der U7. Der Bahnhof wird BVG-intern als Kn bezeichnet und besitzt zwar eine Rolltreppe, jedoch keinen Aufzug (Stand: 2024). Er ist daher nicht barrierefrei.

## Bauwerk
Der Bahnhof wurde von Rainer G. Rümmler gestaltet. Die ausgedehnten horizontalen Linien sollen die Geschwindigkeit der U-Bahn symbolisieren.
Als Konsequenz des Brandes im Bahnhof Deutsche Oper erhielt auch diese Station im Mai 2008 einen zweiten Ausgang.
Ende 2018 wurde der Bahnhof zusammen mit zwölf weiteren Stationen als Zeitzeuge für den West-Berliner U-Bahn-Bau der 1960er und 1970er Jahre unter Denkmalschutz gestellt.
Für den barrierefreien Zugang soll der Bahnhof bis 2027 eine Aufzugsanlage erhalten.

## Anbindung
| Linie | Verlauf |
| ----- | --- |
|       | Rathaus Spandau – Altstadt Spandau – Zitadelle – Haselhorst – Paulsternstraße – Rohrdamm – Siemensdamm – Halemweg – Jakob-Kaiser-Platz – Jungfernheide – Mierendorffplatz – Richard-Wagner-Platz – Bismarckstraße – Wilmersdorfer Straße – Adenauerplatz – Konstanzer Straße – Fehrbelliner Platz – Blissestraße – Berliner Straße – Bayerischer Platz – Eisenacher Straße – Kleistpark – Yorckstraße – Möckernbrücke – Mehringdamm – Gneisenaustraße – Südstern – Hermannplatz – Rathaus Neukölln – Karl-Marx-Straße – Neukölln – Grenzallee – Blaschkoallee – Parchimer Allee – Britz-Süd – Johannisthaler Chaussee – Lipschitzallee – Wutzkyallee – Zwickauer Damm – Rudow |

Am U-Bahnhof bestehen Umsteigemöglichkeiten von der Linie U7 zur Omnibuslinie 101 der BVG.

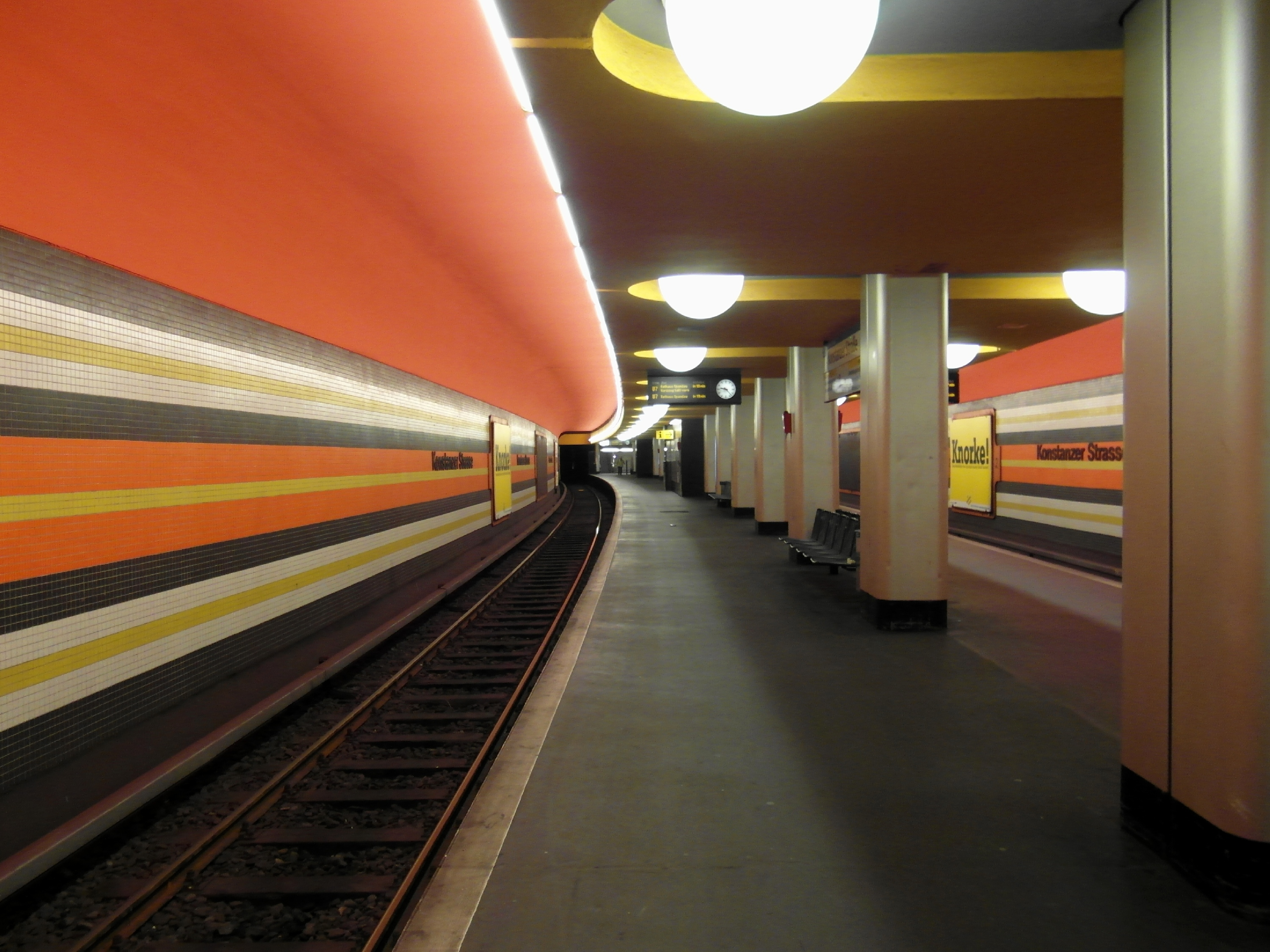
Bahnsteig